# Carnosaur (romanzo)
Carnosaur è un romanzo horror-fantascientifico del 1984 scritto dall'australiano John Brosnan sotto lo pseudonimo di Harry Adam Knight.
Dal romanzo - inedito in italiano - è stato tratto Carnosaur - La distruzione, un adattamento cinematografico del 1993 per la regia di Adam Simon e di Darren Moloney, che ha avuto due seguiti cinematografici.

## Trama
Ambientato in un villaggio rurale del Cambridgeshire, in Inghilterra, il romanzo si apre in un allevamento di polli che viene attaccato, di notte, da una misteriosa creatura, che lascia l'allevatore e sua moglie morti. Inizia a circolare quindi la diceria che l'assassino sia una tigre siberiana scappata dallo zoo privato dell'eccentrico lord Penward. Un reporter di nome Pascal comincia a investigare sulla carneficina e scopre che il sangue di cui è intrisa la stanza dove è avvenuto l'attacco e stato completamente ripulito nel tentativo di coprire le tracce dell'assassino. Pochi giorni dopo, la creatura attacca una stalla, uccidendo un cavallo, lo stalliere e la sua figlia, lasciando solo un sopravvissuto, un bambino di 8 anni. Quando Pascal arriva sulla scena, scopre gli uomini di Penward già sul posto, mentre portano via un animale con un elicottero. Pascal intervista il bambino, che rivela che il killer non è una tigre, ma un dinosauro. Dopo un infruttuoso tentativo di intervistare gli uomini di Penward, Pascal inizia una relazione sessuale con la moglie ninfomane di Penward, che lo porta con sé nelle sue stanze. 
Da qui, Pascal entra nello zoo, è scopre che è pieno di dinosauri. Viene catturato e portato in giro per lo stabilimento, dove vede una varietà di diverse specie, perlopiù carnivori, incluso il dinosauro che era scappato responsabile dei massacri, un Deinonychus, un Megalosaurus e un Tarbosaurus. Penward spiega come abbia ricreato i dinosauri studiando i frammenti di DNA nei fossili dei dinosauri, quindi ha usato le basi per ristrutturare il DNA dei polli. Arrivato a questo punto spiega come abbia intenzione di portare i suoi dinosauri nelle aree remote del mondo dove possano diventare fiorenti e crescere dopo quella che egli considera un inevitabile Terza guerra mondiale. Pascal viene imprigionato, viene salvato da Lady Penward, ma alla condizione di prometterle di rimanere per sempre con lei. Quando fuggono, Pascal apprende che la sua ex-ragazza Jenny, anche lei una reporter, è stata catturata nel tentativo di infiltrarsi nello zoo di Penwards. Arrabbiata alla sua insistenza di aiutare anche lei, Lady Penward libera i dinosauri e gli altri animali presenti allo zoo. Lord Penward viene gravemente ferito da un toro che fugge, ma cattura sua moglie ormai impazzita. 
Pascal e Jenny riescono a scappare e a rivolgersi alle autorità, ma non vengon creduti fino a quando non vengono segnalate misteriose morti. Una barca attaccata da un Plesiosaurus, un Dilophosaurus che uccide un membro del parlamento e un Tarbosaurus distrugge un pub prima di invadere i giardini delle persone. Viene mobilitato l'Esercito britannico, e presto molti dinosauri vengono uccisi. Il giorno dopo, Pascal si reca a far visita a casa di Jenny, ma scopre lei gravemente ferita e la sua famiglia morta; uccisa da un Deinonychus che Pascal uccide con un forcone. Nel frattempo, l'ormai morente Lord Penward imprigiona sua moglie in un fienile, dove viene divorata viva da un Tyrannosaurus.

## Dinosauri e altri animali mesozoici
- Altispinax
- Brachiosaurus
- Deinonychus
- Dilophosaurus
- Megalosaurus
- Plesiosaurus
- Scolosaurus
- Tarbosaurus
- Tyrannosaurus

## Influenza culturale
Il romanzo bestseller Jurassic Park di Michael Crichton, pubblicato sei anni dopo, presenta varie similitudini con Carnosaur, tanto che Brosnan ha temuto che il pubblico pensasse che se avesse ristampato il proprio libro la gente lo avrebbe preso come un plagio a Jurassic Park; ha comunque ammesso che gli è piaciuto la scena dell'adattamento cinematografico del romanzo di Crichton dove i dinosauri attaccano il museo, simile ad un incidente raffigurato in Carnosaur.